# 苯甲酸雌二醇/孕酮/二丙酸美雄醇
苯甲酸雌二醇/孕酮/二丙酸美雄醇，缩写为EB/P4/MADP，以商品名Progestandron (Organon)出售，是苯甲酸雌二醇（EB）、孕酮（P4）和强雄醇的注射组合药物。二丙酸（MADP），一种雄激素/合成代谢类固醇。其含有3毫克EB、20毫克P4和50毫克MADP，以安瓿形式提供，并通过肌肉注射给药。该药物于1957年上市。但如今它已不再销售。